# TEE Kléber
 (février 2025).
La mise en forme du texte ne suit pas les recommandations de Wikipédia : il faut le « wikifier ».
Les points d'amélioration suivants sont les cas les plus fréquents. Le détail des points à revoir est peut-être précisé sur la page de discussion.
- Les titres sont pré-formatés par le logiciel. Ils ne sont ni en capitales, ni en gras.
- Le texte ne doit pas être écrit en capitales (les noms de famille non plus), ni en gras, ni en italique, ni en « petit »…
- Le gras n'est utilisé que pour surligner le titre de l'article dans l'introduction, une seule fois.
- L'italique est rarement utilisé : mots en langue étrangère, titres d'œuvres, noms de bateaux, etc.
- Les citations ne sont pas en italique mais en corps de texte normal. Elles sont entourées par des guillemets français : « et ».
- Les listes à puces sont à éviter, des paragraphes rédigés étant largement préférés. Les tableaux sont à réserver à la présentation de données structurées (résultats, etc.).
- Les appels de note de bas de page (petits chiffres en exposant, introduits par l'outil «  Source ») sont à placer entre la fin de phrase et le point final[comme ça].
- Les liens internes (vers d'autres articles de Wikipédia) sont à choisir avec parcimonie. Créez des liens vers des articles approfondissant le sujet. Les termes génériques sans rapport avec le sujet sont à éviter, ainsi que les répétitions de liens vers un même terme.
- Les liens externes sont à placer uniquement dans une section « Liens externes », à la fin de l'article. Ces liens sont à choisir avec parcimonie suivant les règles définies. Si un lien sert de source à l'article, son insertion dans le texte est à faire par les notes de bas de page.
- La présentation des références doit suivre les conventions bibliographiques. Il est recommandé d'utiliser les modèles {{Ouvrage}}, {{Chapitre}}, {{Article}}, {{Lien web}} et/ou {{Bibliographie}}. Le mode d'édition visuel peut mettre en forme automatiquement les références.
- Insérer une infobox (cadre d'informations à droite) n'est pas obligatoire pour parachever la mise en page.

Pour une aide détaillée, merci de consulter Aide:Wikification.
Si vous pensez que ces points ont été résolus, vous pouvez retirer ce bandeau et améliorer la mise en forme d'un autre article.
 (avril 2025).
Motif : passages incompréhensibles : changement de numéro, disparition du TEE à deux reprises,...
 (8 avril 2025).
Sa qualité peut être largement améliorée en utilisant un vocabulaire plus directement compréhensible.
Le TEE Kléber est un train rapide qui reliait Paris-Est à Strasbourg du 23 mai 1971 au 27 mai 1989. Ce Trans-Europ-Express (donc uniquement en première classe) est exploité par la SNCF. 
Ce train porte le nom du Général Français Jean-Baptiste Kléber né à Strasbourg (1753-1800).

## Parcours et arrêts
- 23 mai 1971 Paris-Est, Nancy, Strasbourg (502 km)[3].
- Ne circule pas les samedis dans le sens cité ci-dessus ainsi que les dimanches et fêtes dans l'autre ainsi que de la première quinzaine de juillet jusqu'au 1er septembre[1].
- 26 septembre 1982 : TEE 60 supprimé pour devenir un train Corail 1ère et 2e classe quotidien le jour même avec récupération du jeu de voitures du Stanislas pour former le 62 dans son roulement[4].
- Ne circule pas les samedis dans les deux sens sauf la dernière date finale d'introduction dans le sens pair pour permettre le retour de sa rame en direction de la Capitale en vue d'assurer d'autres trains de cette catégorie avec celle-ci par transformations des voitures Mistral 69 en 2e classe ou en trains expos pour le parc de service et exportation vers les Chemins de Fer Cubains dans la décennie à venir[5].
- Ne circule pas du 6 juillet au 1er septembre 1985, du 5 juillet au 31 août 1986, du 4 juillet au 30 août 1987 et du 9 juillet au 28 août 1988 pour une question de fréquentation insuffisante[2].
- 28 mai 1989 TEE supprimé au profit d'un train Corail 1ère et 2e classe quotidien le jour même dans les deux sens[6].

## Numérotation
- 23 mai 1971 TEE 61-60[3].

- 26 septembre 1982 TEE 61-62[3].

## Matériel et compositions données au départ de Paris Gare de l'Est
- Du 23 mai 1971 au 27 septembre 1975 : Voitures TEE type Grand Confort de la SNCF avec BB 16000 puis 15000 de Strasbourg, 1 jeu comprenant : 1 A4Dtux, 1 A8, 3 A8tu, 1 Vru, 2 A 8u[évasif] (sauf les samedis veilles de fêtes dans le sens impair), et 2 A8u (les vendredis sens impair, les samedis sens pair). Le 29 septembre 1974 : Les 2 voitures A8u supplémentaires des vendredis circulent également les jeudis avec le retour les vendredis[3].
- Du 28 septembre 1975 au 9 mars 1982 : Composition portée à 12 voitures : 1 A4Dtux, 6 A8u, 4 A8tu et 1 Vru[évasif], les vendredis celle-ci est portée à 13[3].
- Du 10 mars au 25 septembre 1982 : Voitures TEE type Mistral 69 de la SNCF, 1 jeu comprenant : 1 A4Dtux, 2 A8u, 2 A8tu, 1 Vru, 1 A3rtu[évasif] (facultative) dans ce roulement, un complément de 2 A8tu avec 1 A8u (sauf dimanche) dans ce roulement (avec TEE Stanislas) par transfert de matériel à compter du 4 mars, à cause de la complexité des échanges entre les centres de gérance de Paris-Ourcq (Est), Paris Le Landy (Nord), Paris-Masséna (Sud-Ouest) et Paris-Montrouge (Ouest). De ce fait, durant une courte période on pouvait observer des compositions hybrides au Kléber, au Stanislas, et au Jules Verne[3].
- Du 26 septembre 1982 au 27 mai 1989 : Composition à dix voitures : 2 A8u, 1 A8tu, 1 A3rtu, 1 A 8u, 1 A8tu, 1 Vru, 1 A8tu, 1 A8u, 1 A4Dtux[évasif][2].

La restauration est assurée par la Compagnie internationale des wagons-lits.